# Глорієтта

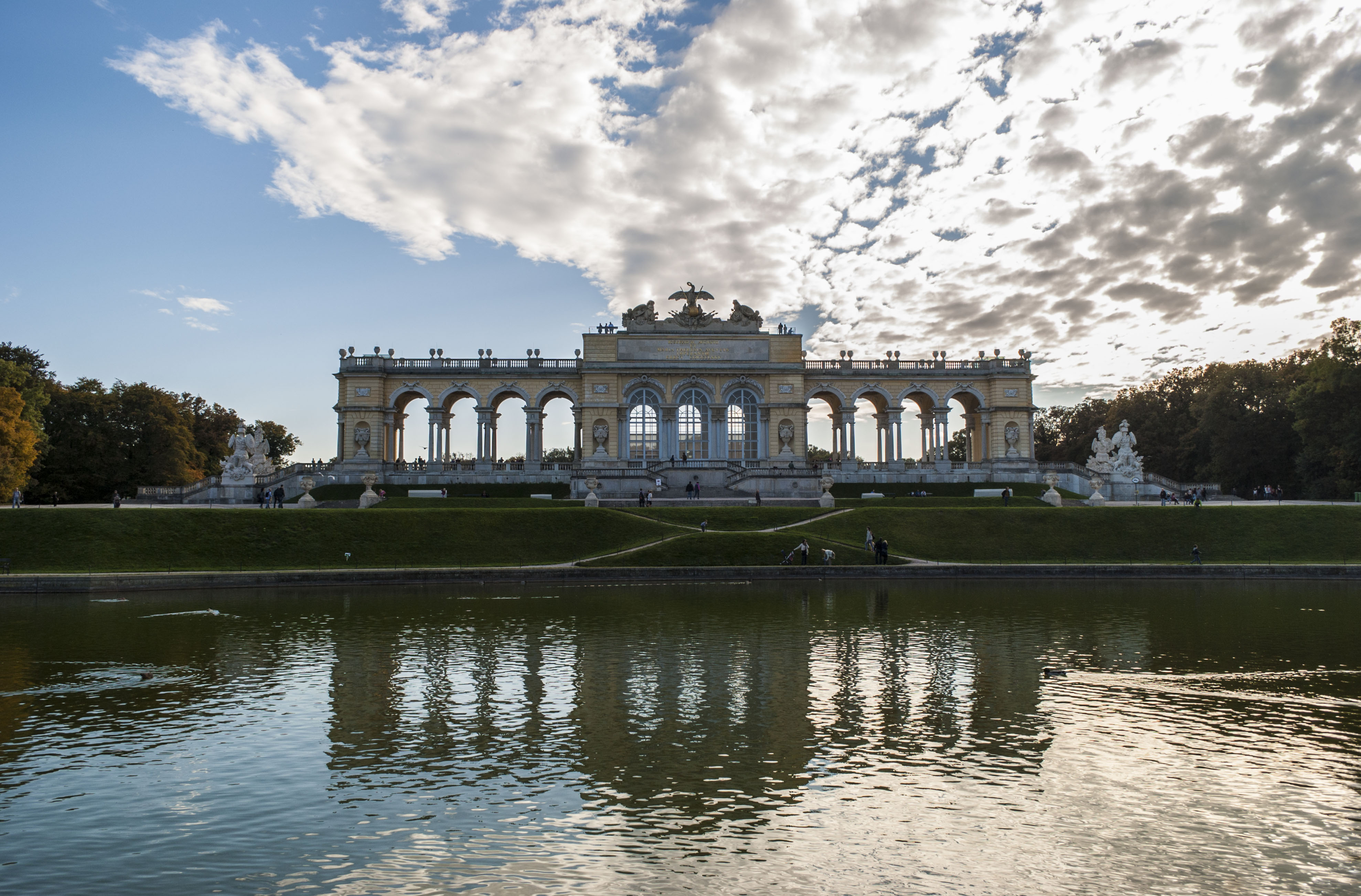
Глорієтта в парку Шенбруннського палацу, Відень, Австрія

Глорієтта (від фр. gloriette — зменшене від слова слава) — невелика садово-паркова споруда, як правило, павільйон з колонадою. Зазвичай вінчала височину чи замикала перспективу. Найвідоміша глорієтта знаходиться у парковому комплексі Шенбруннського палацу. У її оздобленні використано барельєфи із замку Нойґебойде.

## Неархітектурні глорієти
Словом "глорієтта" також називають велику пташину клітку, схожу за формою на архітектурну глорієтту, часто виготовлену з кованого заліза або, рідше, з дерева. У саду Пріорату Нотр-Дам д'Орсан багато дерев'яних глорієт прикрашають і затінюють алеї. З цим типом конструкцій часто асоціюються в'юнкі рослини. Подібним чином, сучасну дерев'яну та металеву глорієту під назвою Gloriette-R1 можна знайти на Малхолланд-Хві, перед Голлівудською вивіскою в Лос-Анджелесі.

## Відомі глорієтти
- Глорієтта Шенбрунна (Австрія)
- Глорієтта замку Естергазі (Австрія)
- Глорієтта парку Мускау (Німеччина/Польща)